# Война ключей
Война ключей (1228—1230) — первый вооружённый конфликт между императором Священной Римской империи Фридрихом II и папством. Бои шли в центральной и южной Италии. Папство сначала добилось больших успехов, защитив Папскую область и вторгшись в Сицилийское королевство, в то время как Фридрих был занят участием в шестом крестовом походе. По возвращении он разбил папские войска, вынудив папу Григория IX начать мирные переговоры. После затяжных переговоров договор Сан-Джермано положил конец конфликту без территориальных изменений.
Причины конфликта заключались в папских и имперских притязаниях на центральную Италию, невыполнении Фридрихом обещания возглавить крестовый поход в срок и его предполагаемом жестоком обращении с сицилийской церковью. Император был отлучён от церкви перед тем, как отправиться в крестовый поход в июне 1228 года. Его представители, с его разрешения или без него, вторглись на территорию, на которую претендовало папство, и Григорий ответил войной с целью вернуть Сицилию.
Грегорий собрал войска и средства на международном уровне, даже из Португалии и Швеции. Он отправил две армии под командованием Иоанна Бриеннского на спорную территорию в конце 1228 года и ещё одну армию в Сицилийское королевство в январе 1229 года. Война шла в его пользу ещё в мае, но у него заканчивались средства и войска. Стратегия отказа Фридриху в портах потерпела неудачу. Возвращение императора в июне развеяло распространяемые папскими агентами слухи о его смерти и привело к быстрому повороту судьбы. Осада Сульмоны и Капуи была снята к сентябрю, а к октябрю большая часть королевства была восстановлена. В ноябре начались переговоры, и активная фаза войны закончилась.

## Предыстория

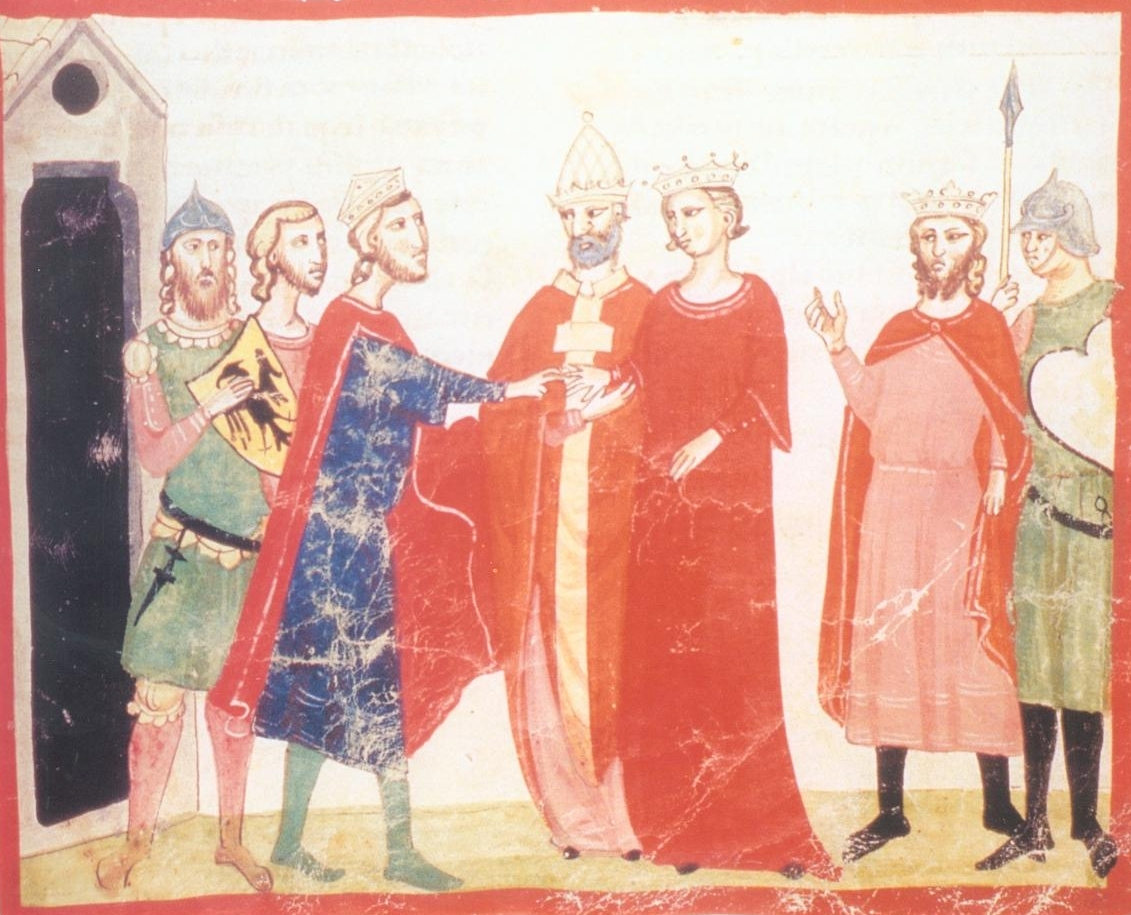
Свадьба Фридриха и Изабеллы, справа стоит Иоанн де Бриенн (копия Nuova Cronica, XIV в.).

Основными пунктами разногласий между Фридрихом и папством были крестовый поход и Папская область. Фридрих несколько раз клялся на публичных церемониях возглавить крестовый поход в Святую Землю под страхом отлучения от церкви. Тем не менее, папа Гонорий III дал ему много отсрочек. В конце концов Фридрих отплыл из Апулии в августе 1227 г., но почти сразу вернулся обратно из-за болезни. Григорий IX не был готов принять ещё одну отсрочку и обвинил правителя в симуляции (хотя анналы гвельфов принимают это оправдание). 10 октября 1227 г. Григорий отлучил Фридриха от церкви. В Annales placentini guelfi одной из причин будущей войны между папством и Гогенштауфеном был назван нанесенный крестоносцам ущерб не прибытием монарха.
В марте 1228 года Григорий продлил отлучение от церкви и приказал Фридриху перестать посещать религиозные службы, иначе понтифик освободит его подданных от присяги на верность и конфискует Сицилийское королевство, которое было папским феодальным владением с 1059 г. Папы также утверждали, что им принадлежит Анконская марка и герцогство Сполето, но Фридрих отказался менять их подчинение империи и назначил герцогом Сполето Райнальда фон Урслингена.
В ноябре 1225 года Фридрих II женился на 13-летней королеве Иерусалима Изабелле II, тем самым лишив её отца Иоанна де Бриенна регентства. Иоанн отказался при жизни своей дочери возглавить восстание Ломбардской лиги против Фридриха, Изабелла умерла в мае 1228 года. Все ещё отлученный от церкви, Фридрих II отправился в Шестой крестовый поход в конце июня, но Григорий не признал экспедицию таковой. Не имея больше причин поддерживать хорошие отношения с Фридрихом, Иоанн принял командование готовившейся к вторжению на Сицилию папской армией. Отсутствие императора в крестовом походе предоставило прекрасную возможность, и в августе Григорий освободил имперских и сицилийских подданных Фридриха от их клятв верности. Григорий намеревался заменить Фридриха на посту императора. Хотя Гогенштауфен считал, что Григорий также хотел заменить его на сицилийском престоле одним из своих молодых сыновей, папа намеревался распустить королевство и управлять им напрямую через папских наместников.
Война против Фридриха началась, когда он ещё был на востоке. В марте 1229 года он подписал договор с султаном Айюбидов аль-Камилем, по которому взял под свой контроль Иерусалим и успешно завершил поход. В июле папа опубликовал энциклику, осуждающую договор и Фридриха как нехристианина.

## План войны папы римского
Григорий обратился за финансовой и военной поддержкой ко всему европейскому миру. 1 декабря 1228 г. он выпустил бюллетень для своих легатов и командиров, в котором подробно описал свои планы по сбору войск и средств..

### Армия
Источники обычно называют силы папы «папской армией» и «армией господина папы», Сам Григорий называл её «армией церкви» (exercitus ecclesie) в одном случае — «армией Христовой». Риккардо из Сан-Джермано описывает папскую армию как «врагов, носящих знак ключей» (clavigeros hostes) и clavesignati ('украшенных ключами'), отсылающей к общепринятому термину для крестоносцев crucesignati (cross-signed). Это ссылки на знаки ключей, которые к тому времени появлялись на папских знаменах. Ключи также, по-видимому, пришивались к одежде через грудь, имитируя носимый крестоносцами крест. Условное название «Война Ключей» является отсылкой к этому знаку различия.
Папская армия состояла из пехоты и рыцарей,, и в основном была набрана в Папской области и Тоскане. Но эти регионы не могли предоставить достаточно большую армию, и поэтому папа римский стремился собрать войска за границей. Он разослал просьбы по всей Священной Римской империи: германским князьям, Ломбардской лиге и Генуэзской республике. Он также нанял много наемников из Франции, Англии и Испании. Епископы Бовэ и Клермона Милон де Нантёй и Юг де ла Тур дю Пен привели войска из Франции. Несколько немцев прислушались к призыву папы, ибо в дальнейшем Фридрих помиловал их. Григорий все ещё пытался собрать войска ещё в июне 1229 года, когда попросил инфанта Педру Португальского привести рыцарей в Италию для борьбы с Фридрихом. Армия 1228 г. была развернута тремя отрядами у Анконы, Сполето и Кампании. 21 декабря 1228 г. в письме королю Швеции Эрику XI с просьбой о финансовой помощи понтифик сообщал, что его войско уже разделено на три армии.
Папскими командирами были Иоанн де Бриенн, кардинал Джованни Колонна, кардинал Пайу Галван и выступавший в качестве папского легата капеллан Пандульф Ананьи. Иоанна иногда считают главнокомандующим папскими войсками, но источники не дают ясный ответ. К нему присоединился его племянник Готье IV, который претендовал на княжество Таранто и графство Лечче в королевстве Сицилия. В расположенной у Анконы северной армии была более неотложная задача, но стоявшая у Сицилией южная армия под предводительством Пандульфа, по-видимому, была главной силой. Южная армия была набрана в основном из Папской области и  также содержала много сицилийских изгнанников, которыми руководили графы Томас Молизский и Роже Аквилейский. Источники позволяют идентифицировать эти два войска, в то время как о первой есть лишь упоминание со стороны папы.

### Финансы
Бюллетень от 1 декабря 1228 г. содержит самое раннее упоминание о папском сборе средств для войны против христиан. Поскольку Григорий изначально не призывал к крестовому походу против Фридриха, он не мог предлагать индульгенции тем, кто принимал участие в войне или давал деньги. Использование прямого налогообложения для финансирования папской армии было «первым в своем роде». Он взимал десятину, так называемую «десятую часть крестового похода», с Франции, Англии, Уэльса, Шотландии, Ирландии, Дании, Швеции, Северной Италии и Восточной Европы. Во Франции остаток впервые собранного в 1225 году для альбигойского крестового похода 1226 года пятилетнего сбора был отложен на новую войну после того, как крестовый поход закончился Парижским договором в апреле 1229 г. Всего из Франции было получено около 100 тыс. турских ливров. Десятину успешно собирали в северной Италии и восточной Европе, возможно, в Швеции, но не в Англии или Шотландии.
По словам Роджера Вендовера, в Англии сильно сопротивлялись десятине. Он говорит, что папа взимал десятину со всего «движимого имущества» в королевстве, как светского, так и церковного. 23 декабря 1228 г. Стефан из Ананьи был назначен сборщиком (и, возможно, легатом) в Англии, Шотландии и Ирландии. Король Англии Генрих III созвал ассамблею королевства на апрель 1229 г., где Стефан зачитал папские письма. Были общественные протесты против поборов. Когда стало ясно, что Генрих III не станет вмешиваться в миссию Стефана, высшая знать просто отказалась платить. По словам Роджера, Григорий с целью вознаградить английского монарха заблокировав избрание Уолтера д’Эйншема архиепископом Кентерберийским. Чтобы удовлетворить требования папы, многие прелаты заложили свои тарелки и облачения, опасаясь угрозы Стефана отлучить от церкви неплательщиков или тех, кто обманул Святой Престол. Стефан также был уполномочен потребовать от духовенства клятвы на Евангелии, что они заплатили свою долю и поставить свои печати на отчеты об оплате. По словам Вильгельма из Андреса, всего в Англии было собрано 60 тыс. марок,. прибытия которых папа римский всё ещё ждал в июне 1229 г. В Шотландии также было сопротивление десятине. Согласно Scotichronicon, когда Стефан попытался выполнить свое поручение в Шотландии в начале 1229 г., король Александр II отказал ему во въезде.

### Ломбардская лига
Североитальянские города Ломбардской лиги были самыми естественными союзниками папства против империи. Записи совещаний ректоров лиги по поводу Войны ключей не сохранились. Однако примеры таких обсуждений действительно появляются в составленном около 1230 г. Dictamina rhetorica Гвидо Фаба из Болоньи. Вероятно, они отражают реальные дебаты.
Лига отправила войска, но не так много, как просил Гриорий или, возможно, как было обещано, и не так быстро. В феврале 1229 г. папа повторил своё обращение. Annales placentini guelfi подтверждает факт задержки прибытия войск, Annales placentini gibellini сообщает о предоставлении городами Джованни Колонне 300 рыцарей, в том числе 36 из Пьяченцы,  согласно Chronicon faventinum Фаэнца дала 27 рыцарей. Тем не менее, Григорий жаловался, что войскам лиги не хватает денег, оружия и лошадей. В мае 1229 года он все ещё требовал от союза выполнения обязательств.
Северные итальянские войска начали возвращаться домой после того, как узнали о высадке Фридриха в Бриндизи в июне 1229 г. Папа в письме от 26 июня подтвердил как этот факт, так и недополучение ими платы. 13 июля Григорий потребовал от уже прибывших войск ещё три месяца службы. Он также требовал подкреплений и денег под страхом отлучения от церкви. Чтобы явить отчаянное положение армии направил ректорам скрепленные папской буллой депеши Иоанна де Бриенна и Джованни Колонны, чтобы продемонстрировать отчаяние армии. Однако к тому времени лангобардские города были отвлечены начавшейся с 1226 г. гражданской войной, кульминацией которой стала битва при Сан-Чезарио в августе 1229 г.

### Германия
Григорий IX стремился свергнуть Фридриха II с поста императора Священной Римской империи и организовать выборы нового императора. Понтифик разослал письма немецким князьям с оправданием «лишения имперского достоинства» Гогенштауфена., Роджер Вендорский приводит в пример и цитирует письмо герцогу Австрии Леопольду VI от 18 июля 1229 года. Однако от этих планов пришлось отказаться, когда среди немецких князей только герцог Баварии Людвиг I проявил интерес к такой идее.
Попытки папы настроить Германское королевство против императора не дали результатов. Он приложил серьёзные усилия, чтобы заманить графа Брауншвейга и Люнебурга Оттона I из противостоявшей Гогенштауфенам династии Вельфов, но они были безуспешны. В 1228 году сын Фридриха II и король Германии Генрих VII отказался от опеки герцога Людвига Баварского и взял на себя прямой контроль над управлением Германией. В 1229 году он вторгся в Баварию и заставил герцога принести присягу на верность. Хотя инициативы Григория в Германии в краткосрочной перспективе были неуспешны, в долгосрочной перспективе они привели к разрыву отношений между короной и князьями.

## Ход войны

### Анкона и Сполето
Незадолго до отъезда из Бриндизи в свой крестовый поход Фридрих назначил Райнальда своим судебным приставом (регентом) на Сицилии и имперским викарием на спорных территориях в центральной Италии. Райнальд и его брат Бертольд Урслингенский повели вооруженные силы в герцогство Сполето в августе 1228 года. Райнальд утверждал, что просто преследует некоторых повстанцев с Сицилии, как ему было предъявлено обвинение Фридрихом. Григорий не принял это объяснение. В том же месяце Григорий возобновил отлучение Фридриха от церкви вместе с длинным списком еретических сект. Позже Фридрих утверждал, что Райнальд превысил свои инструкции и ему запретили въезд на папскую территорию.
В сентябре Аззо VII из Эсте, папский настоятель марша Анконы, запросил разрешения покинуть свою позицию, поскольку Райнальд готовился продолжить свое продвижение в марше. В конце концов, он решил остаться нейтральным. В октябре Райнальд вторгся в марш, дойдя до Мачераты, а Бертольд остался в Сполето. Армия Райнальда включала мусульманский контингент. Он осадил Капитиньяно и уничтожил Поплето, правители которого восстали. Его захват Фолиньо, недалеко от того места, где останавливался папа в Перудже, особенно усилил напряженность/ Он также изгнал францисканцев из Сицилийского королевства на том основании, что они действовали как папские посланники. В ноябре 1228 года Григорий отлучил Райнальда и Бертольда от церкви..
Папская армия под командованием Иоанна Бриеннского и Джованни Колонны изгнала имперскую армию из Анконы и Сполето между концом 1228 и весной 1229 года. В начале 1229 года Райнальд заручился поддержкой четырёх городов на границе Анконы, предоставив привилегии Осимо, Сан-Джинезио, Рипатрансоне и Реканати. В конечном итоге он был вынужден вернуться в Сульмону, где был осажден..
Иоанн де Бриенн ненадолго снял осаду в апреле, чтобы заключить в Перудже с представителями Константинопольской Латинской империи договор, по которому он станет пожизненным императором от имени своей дочери Марии, жены императора Болдуина II. Договор был подтвержден папой 9 апреля, после чего Иоанн вернулся к осаде Сульмоны. Получение им имперского титула или, по крайней мере, искаженный отчет о нём, кажется, вызвало слухи о том, что он стремился заменить Фридриха на посту императора Священной Римской империи..

### Вторжение на Сицилию
18 января 1229 года папская армия под командованием Пандульфа пересекла границу Сицилийского королевства. Риккардо из Сан-Джермано представляет это вторжение как предназначенное в первую очередь для того, чтобы выманить Райнальда из центральной Италии. Пандульфу пришлось пробиваться через мост в Чепрано, но замок Понте Соларато под командованием Аденольфо Бальцано быстро сдался.. Первоначальная сицилианская защита была слабой. Сан-Джованни Инкарико под командованием Варфоломея Супино и Пастена под командованием Роберта Аквилы быстро капитулировали, но Иоанн Поли успешно защитил Фонди, и Пандульф отступил к Чепрано.
После этих первоначальных потерь сицилийская армия под командованием главного юстициария Генриха Морра в течение двух месяцев оказывала упорное сопротивление. Пандульф атаковал Рокка д’Арсе, которую эффективно защищал Рао из Аззии. Сжег сельскую местность, он отступил в Чепрано. Бои в долине Лири возобновились в середине марта.. Папские наемники вторглись в Terra Sancti Benedicti, территорию аббатства Монте-Кассино, захватив Пьедимонте и не встретив особого сопротивления. Защитники отступили к Сан-Джермано, а многие жители бежали. Замки Монумито, Пьюмарола и Тераме были разрушены папскими войсками. Наступление на Сан-Джермано было остановлено у Сант-Анджело-ин-Теодице, который защищали арбалетчики под командованием Роджера Галлуччо..

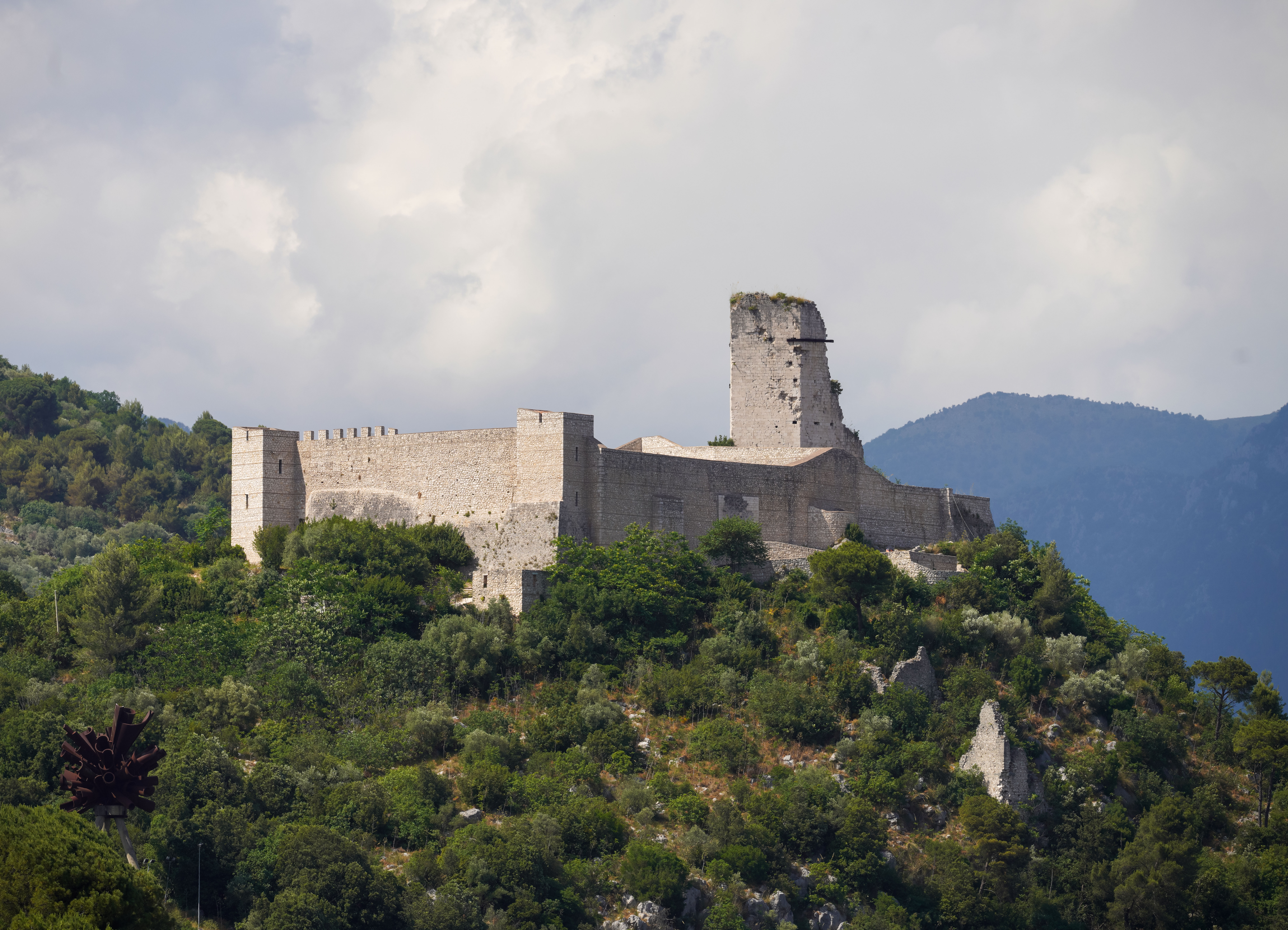
Руины замка Рокка Йанула.

Генрих Морра собрал подкрепление для защиты Монте-Кассино. В тот же день, когда Фридрих вошел в Иерусалим, 17 марта, вокруг монастыря произошли стычки. Генрих и Ландульф Акино, оба раненые, отступили в монастырь. Легат потребовал от аббата сдать монастырь и выдать гарнизон пленными. Аббат сначала отказался, но в конце концов согласился передать монастырь, если находящимся внутри войскам будет позволено уйти на свободу. Это было согласовано. По Annales placentini guelfi, среди гарнизона монастыря была группа арабов. Генрих отступил со своими людьми в Капую. Сан Джермано, Рокка Йанула, Презенцано, Венафро и Изерния сдались.
В конце марта папская армия начала новое наступление. Папская стратегия заключалась в том, чтобы захватить все порты королевства и, таким образом, захватить Фридриха, когда он попытается вернуться. Фредерик получил письма в Святую Землю, в которых его призывали вернуться, но предупреждали, что есть планы схватить его, если он попытается. Они приписывают Джону Бриеннскому разработку этой стратегии.
Однако продвижение папской армии в Апулию было медленным. Пандульф двинулся вниз по Гарильяно к Суэссе, где столкнулся с самым серьёзным сопротивлением. Перед падением Суэссы Пелагий сменил его на посту командующего главной армией. Суэсса сдался только после того, как закончилась вода. Гаэта оказал упорное сопротивление и сдался только после того, как был отлучен от церкви. Его замок был разрушен. В этот момент папский анклав Беневенто начал набег скота на Апулию, который остановил граф Рао де Бальбано. Генрих Морра ответил карательными атаками на территорию Беневента в окрестностях Санта-Мария-ди-Порта-Сомма..
Папская армия под командованием легата двинулась на Капую. Не имея возможности взять его силой, он начал осаду. Войска были отправлены, чтобы захватить Алифе и Телезе, прежде чем соединиться с беневентанцами. Затем беневентанцы захватили Апиче, принадлежавший графу Рао; Падули; Чеппалони; и район вокруг Монтефуско.

### Папская власть на захваченных землях
19 мая Григорий написал Пелагиусу, напомнив ему минимизировать кровопролитие, поскольку Сицилийское королевство принадлежало церкви. Понтифик был особенно встревожен, узнав о жестоком обращении с военнопленными, в том числе о казнях, которые он строго запретил.. Жесткая кампания противоречила его целям. Он заручился поддержкой южноитальянских городов, предложив признать автономию Гаэты и Неаполя по североитальянскому образцу в обмен на признание папского сюзеренитета и уплату налогов. В тот же день (19 мая) он предоставил Суэссе те же права и привилегии, что и его родной город Ананьи. В июне он подтвердил коммунальные привилегии Гаэты..
В разгар кампании Григорий пытался установить власть над островом Сицилия, предоставляя привилегии и требуя перечисления налогов. Мусульмане по рождению западной Сицилии, которые жили на территории, которая фактически была большой резервацией, восстали против перспективы папского владычества. По мере того как война затягивалась, финансовые проблемы папы росли. Он получил ссуды от кардиналов.. Матфей Парижский обвинил Иоанна Бриеннского в разграблении церквей и монастырей, чтобы заплатить своим войскам.. Чтобы сломить сопротивление, Грегори распространил слухи о том, что Фредерик либо мертв, либо захвачен в плен на Святой земле. В конце концов, папская армия продвинулась на юг только до реки Вольтурно-Ирпино.

### Контрнаступление Фридриха
Фридрих прервал свое пребывание на Святой Земле и вернулся в Италию из-за вторжения в Апулию. Он без предупреждения высадился в Бриндизи 10 июня и сразу же начал контрнаступление против папских войск. В его армию входили вернувшиеся крестоносцы, в том числе несколько немцев, которые из-за шторма были вынуждены пришвартоваться в Бриндизи.. Южно-итальянская знать в основном оставалась верной и стекалась под его знамя, хотя некоторые крестоносцы отказались сражаться за него в Италии. Он отправил подкрепление в Капую. Основная папская армия сразу же начала драться, получив известие о его возвращении. Пелагий запросил помощи у северной армии, осаждавшей тогда Сульмону. Иоанн Бриеннский и Джованни Колонна сняли осаду, и впервые все папские армии сошлись у Капуи..
В августе Григорий возобновил отлучение Фридриха, Райнальда и Бертольда от церкви. Он все ещё пытался заманить южные города на свою сторону. 29 августа, после того как город Сора сдался, но пока гарнизон в цитадели все ещё сопротивлялся, Грегори подтвердил права города. 7 сентября он пообещал Амитерно и Форконе в обмен на поддержку даровать им право избирать консулов и подест.
Однако папская армия безжалостно отбрасывалась назад. 23 августа пребывавший в Барлетте император написал письмо бывшему послу Айюбидов Фахр ад-Дину ибн аль-Шейху, в котором описал поход папы против него и сделав акцент на предательство аббата Монте Кассино. Фридрих двинулся на Терра-ди-Лаворо, но осада Капуи была снята до его прибытия в сентябре. В этот отчаянный для папства момент Григорий предложил отпущение грехов участникам войны против Фридриха, фактически превратив войну в квазикрестовый поход. Он написал архиепископу Лионскому Роберту (28 сентября), епископу Парижскому Гийому (30 сентября) и архиепископу Энрико (9 октября), обещая им отпущение грехов для них самих и любых солдат, которых они могут привести Григорий, однако, не стал уточнять степень полноты индульгенции. В сентябре, изменив курс своей пропаганды, он обвинял Фридриха в том, что тот действует в союзе с Айюбидами.
В отличие от Григория, Фридрих 5 октября написал своим подданным в Королевстве Италия, информируя их о своем успехе и запрашивая войска, лошадей и оружие для завершения войны. В то же время император писал правителям Европы, защищая справедливость своего дела.
К концу октября Иоанн де Бриенн отступил на папскую территорию. У папской армии заканчивались средства, и вернувшийся для сбора средств Джованни Колонна был обвинен в отказе от армии. Пелагий вымогал взнос у местного духовенства, угрожая конфисковать все богатство Монте-Кассино и церквей Сан-Джермано. По словам Риккардо из Сан-Джермано, отступление основных папских сил в Сан-Джермано было организованным, но после этого они полностью утратили дисциплину и единство. Большинство находившихся в руках папы мест, некоторые из которых бывшие в его руках всего несколько недель, быстро сдались войскам Фридриха. Однако Монте-Кассино, Гаэта и Сора выстояли. Город Сора, но не его крепость, был взят и разграблен 24 октября, многие его жители были повешены. К 11 ноября Фредерик был в Сан-Джермано.

### Конец войны
Взамен контрнаступления Фридрих предпочёл начать переговоры, и не попытался повторно оккупировать Анкону и Сполето. Он конфисковал имущество госпитальерского и тамплиерского орденов и-за занятой ими позиции в ходе крестового похода. Папскому гарнизону в Монте-Кассино разрешили покинуть королевство. Согласно частному письму Фомы Капуанского, Пелагий казался «скорее мертвым, чем живым» после нескольких месяцев осады.
Активная фаза войны завершилась началом мирных переговоров в ноябре 1229 г. В начале июля 1230 года Фома Капуанский получил письма с инструкциями по debellatio. Только тогда, после того как была согласована окончательная «форма мира», все осады были сняты, и большинство папских войск на сицилийской территории, включая гарнизоны, начали отступать.. Несколько замков остались под гарнизоном папства, чтобы гарантировать соблюдение договора.

## Мир
Инициатива о заключении мира исходила от Фридриха и, вероятно, от некоторых кардиналов. В октябре 1229 года римский сенат начал переговоры с Фридрихом. 4 ноября прибыл Фома Капуанский, чтобы начать переговоры от имени папы. 10 ноября Григорий уполномочил кардинала Джованни Колонну снять с Фридриха отлучение от церкви и сообщил Ломбардской лиге о начале мирных переговоров. 11 ноября он написал Гогенштауфену, в котором выразил желание принять его обратно в церковь.
Переговоры были долгими. Они были заключены только благодаря вмешательству немецких князей и великого магистра Тевтонского ордена Германа фон Зальца. В апреле 1230 г. Григорий возобновил отлучение Райнальда от церкви, чтобы не допустить его участия в переговорах. Немецкие князья заключили соглашение, которое было подписано в Сан-Джермано 23 июля 1230 г. Сыгравший ведущую роль в переговорах герцог Австрии Леопольд VI скончался всего пять дней спустя. Отлучение от церкви Фридриха было снято 28 августа в Чепрано, все другие папские акты против него также отменялись. Всеобщая амнистия была объявлена поддержавшим понтифика подданным Фридриха. Имущество тамплиеров и госпитальеров было возвращено, и Фридрих отказался от своей власти над сицилийской церковью. Фридрих признал Папскую область и папские права на Гаэту и церковь Святой Агаты Готской в Риме.

## Оценки современников
Современное обсуждение войны ключей было сосредоточено на учении о двух мечах: «материальном» (gladius materialis) и «духовном» (gladius spiritis), основанном на Евангелии от Луки (22:38. Они сказали: Господи! вот, здесь два меча. Он сказал им: довольно). Право Григория владеть последним не подвергалось сомнению, но его право владеть первым через создание и руководство армиями было неясным. Однако папа римский ясно понимал, что он делает. В прочитанном перед английской ассамблеей письме он писал: «Мы начали осуществлять светскую власть, собирая для этой цели множество армий с достаточным содержанием». В феврале-марте 1229 г. Фридрих в Святой Земле получил письмо от своего судебного пристава в Иерусалиме графа Фомы I Аквинского, согласно которому бароны и духовенство Иерусалимского королевства потрясены тем, что Григорий «постановил вопреки христианскому закону победить вас мечом материальным, так как, по его словам, он не может повергнуть вас мечом духовным». В ответ на цитирование Евангелия от Луки папой римским Фома процитировал Евангелие от Матфея (26:52. «Тогда говорит ему Иисус: возврати меч твой в его место, ибо все, взявшие меч, мечом погибнут;»).
Защищая решение папы, Annales placentini guelfi соглашается с Фомой I об использовании религиозным лидером материального меча из-за неэффективности духовного против Фридриха. Летописец обвиняет Фредерика в желании разрушить церковь и указывает, что Григорий объявил войну только после того, как посоветовался с мирскими и церковными лидерами.
Наиболее прямую критику войны папы против императора можно найти в трудах двух трубадуров с юга Франции на заключительном этапе или после альбигойского крестового похода. Утверждалось даже, что они были наемными пропагандистами императора, но прямых доказательств этому нет. В своем антиклерикальном Clergue si fan pastor Пейр Карденаль осуждает Иоанна де Бриенна за вторжение во владения Фридриха, когда он был в Иерусалиме. Он уверяет мусульман, что им нечего бояться, так как церковь больше заинтересована в захвате земель в Европе. В популярной спустя десятилетия песне D’un sirventes far Гильем Фигейра напал на папство за серию войн против христиан: разграбление Константинополя, альбигойский крестовый поход и войну ключей. Гильем отрицает действительность отпущения грехов, предложенного папой за войну. Однако он не был общей критиком крестовых походов, поскольку рассматривал их и папские войны против христиан как опасное отвлечение от серьёзных нужд Святой Земли.
Окситанский поэт и трубадур Гормонда де Монпелье восхваляла политику пап и написала ответ Гильему.
Критика также была выражена во многих хрониках из Германии, таких как Хроникон Бурхарда из Урсперга, Annales sancti Rudberti Salisburgenses и Annales Scheftlarienses maiores. Согласно Chronicon wormatiense, папа был виноват в том, что Фридриху не удалось завоевать всю Святую Землю. Анонимный монах аббатства Святого Эммерама написал в маргиналии, что в Германии был «великий гнев», когда папа освободил крестоносцев от их обетов из-за отлучения Фридриха. Несколько немецких лирических поэтов или миннезенгеров выразили аналогичные чувства: сопровождавший Фридриха в крестовом походе Фрейданк, из-за отлучения монарха не сумевший поехать вместе с ним Вальтер фон дер Фогельвейде и Брат Вернер. Война подвергалась критике за нарушение маршрутов пилигримов по Италии.
Некоторые современники рассматривали конфликт как «реванш» между двумя старыми соперниками — Иоанном де Бриенном и Фридрихом II, которые ранее поссорились из-за регентства Иерусалима. Эта точка зрения в той или иной степени встречается у Риккардо из Сан-Джермано, Роджера из Вендовера, Обри из Труасфонтена, «Eracles» Кольбера-Фонтенбло и «Chronicle of Ernoul».

## Оценки историков
Анализ современных историков обычно фокусируется на том, как папская экспедиция вписывается в историю развития политических крестовых походов. Его называли «полукрестовым походом», «полу- или квази-крестовым походом» и даже безоговорочным крестовым походом. В отличие от более позднего крестового похода против Фридриха II в 1239 г., Грэм Лауд называет его «крестовым походом, которого никогда не было». Annales placentini gibellini не изображает войну 1229 года как крестовый поход, четко отличая её от крестового похода 1239 года. Английские хронисты тоже видят в ней политическую, а не священную войну. Матвей Парижский описал это как «войну [Григория] … против римского императора».
Григорий никогда не использовал язык крестовых походов в отношении своей кампании против Фридриха. Он ссылался на «служение церкви» (ecclesie obsequiis, ecclesie servitis), «дело церкви» (negotio ecclesie) и «дело против Фридриха, так называемого императора» (negotium contra Fridericum dictum imperatorem). В своем письме к Педру Португальскому он усилил духовный элемент, когда упомянул о «служении невесты Христовой» (obsequium sponse Christi). Григорий наконец предложил духовные награды только после того, как его дело было уже проиграно. Никогда не было никаких проповедей крестовых походов. Папская армия также не использовала знак креста. В отличие от крестоносцев, сражавшиеся под символом ключей не давали обетов. Однако использовались стандартные методы финансирования крестового похода.
Риккардо из Сан-Джермано подчеркивает, что именно армия под командованием Фридриха была настоящей «армией крестоносцев» (crucesignatorum exercitus), состоявшей из многих солдат, вернувшихся из шестого крестового похода. Многие, по-видимому, все ещё носили свои кресты, сражаясь в Италии.
Анализируя успехи папы в сборе средств, Джозеф Стрейер отмечал, что в 1228—1229 гг. «папство впервые могло позволить себе первоклассную войну». Он предполагает, что опыт Григория IX в области канонического права сделал его слишком щепетильным, чтобы в начале своего понтификата объявить крестовый поход против императора.